# バッテリー・パーク
バッテリー・パーク（英: Battery Park）は、ニューヨーク港に面するニューヨーク市・マンハッタン島南端のバッテリーに位置する10ヘクタールの公共公園である。
「バッテリー」とはラテン語で砲台のことであり、都市が建設されて数年後に、これからの町を守るため砲台が設置された。公園の北側には、たびたび行われた防御の工事の最後の名残であるクリントン城がある。A埠頭は以前は消防船基地であった。ホープ・ガーデンは、エイズ犠牲者のメモリアルである。もう一端には、バッテリー・ガーデンズ・レストランがあり、その隣にはアメリカ合衆国沿岸警備隊バッテリー・ビルがある。海岸からは、自由の女神像とエリス島へ向かうクルーズ・フェリーが出港している。公園にはさらに、第二次世界大戦中に西大西洋の沿岸で死亡したアメリカ海軍兵を追悼するイースト・コースト・メモリアルなど、いくつかの記念碑がある。
公園の北西に位置するバッテリー・パーク・シティは、1970年代と80年代に埋め立てによって建設された計画地域であり、ルバート・F・ワグナー・パークとバッテリー・パーク・シティ・プロムナードを含んでいる。ハドソン・リバー・パークの緑地システムと自転車道、プロムナードは現在、ハドソン河岸まで延びている。マンハッタン・ウォーターフロント・グリーンウェイのハドソン川とイースト川を繋ぐ自転車道が、公園を通り、建設される可能性がある。ステート・ストリートを挟んだ北東には、旧アメリカ合衆国税関で、現在は国立アメリカ・インディアン博物館の別館や、アメリカ合衆国破産裁判所として使用されている地区がある。ピーター・ミニュイ・プラザは、公園の南東端にあり、すぐ前にスタテン島フェリーのサウス・フェリー・ターミナルがある。
2015年、ザ・バッテリー管理委員会 (The Battery Conservancy) は、公園を歴史的な名称である「ザ・バッテリー (The Battery)」に改名した。

## 歴史

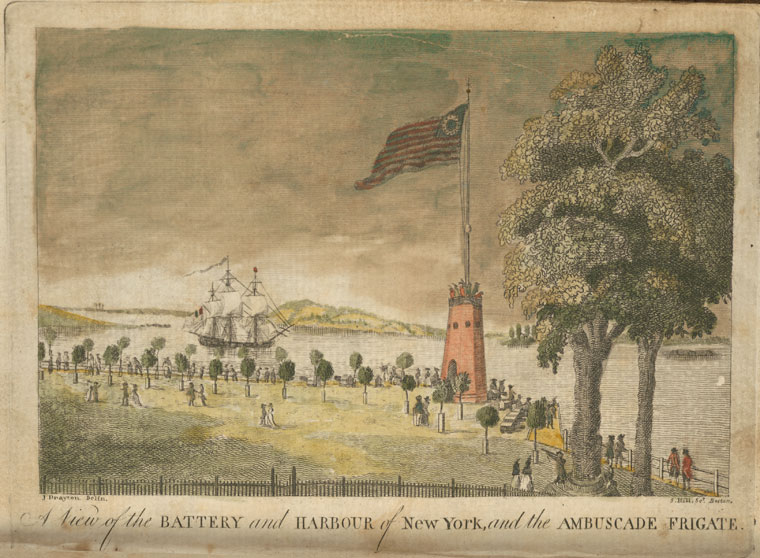
バッテリーでの1793年の旗竿の演出と最近の配置

ジョン・マコンブ・ジュニア作とされるジェームズ・ワトソン・ハウス（1793-1806）と隣接するセント・エリザベス・アン・シートン教会はバッテリー・パークに面する

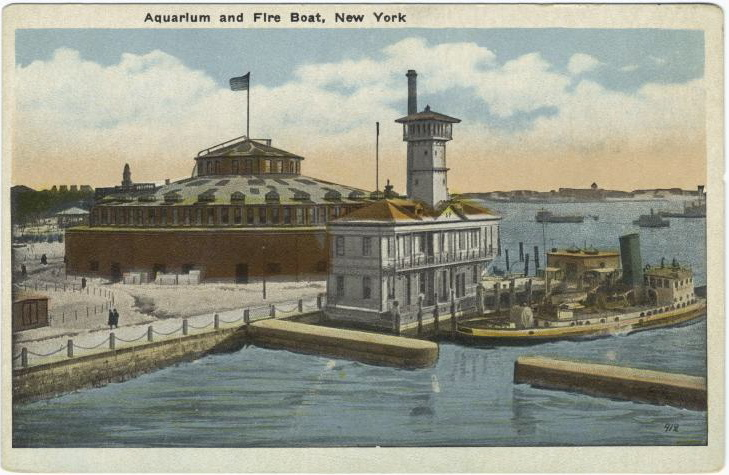
クリントン城が使用された水族館（1923年以前に撮影）

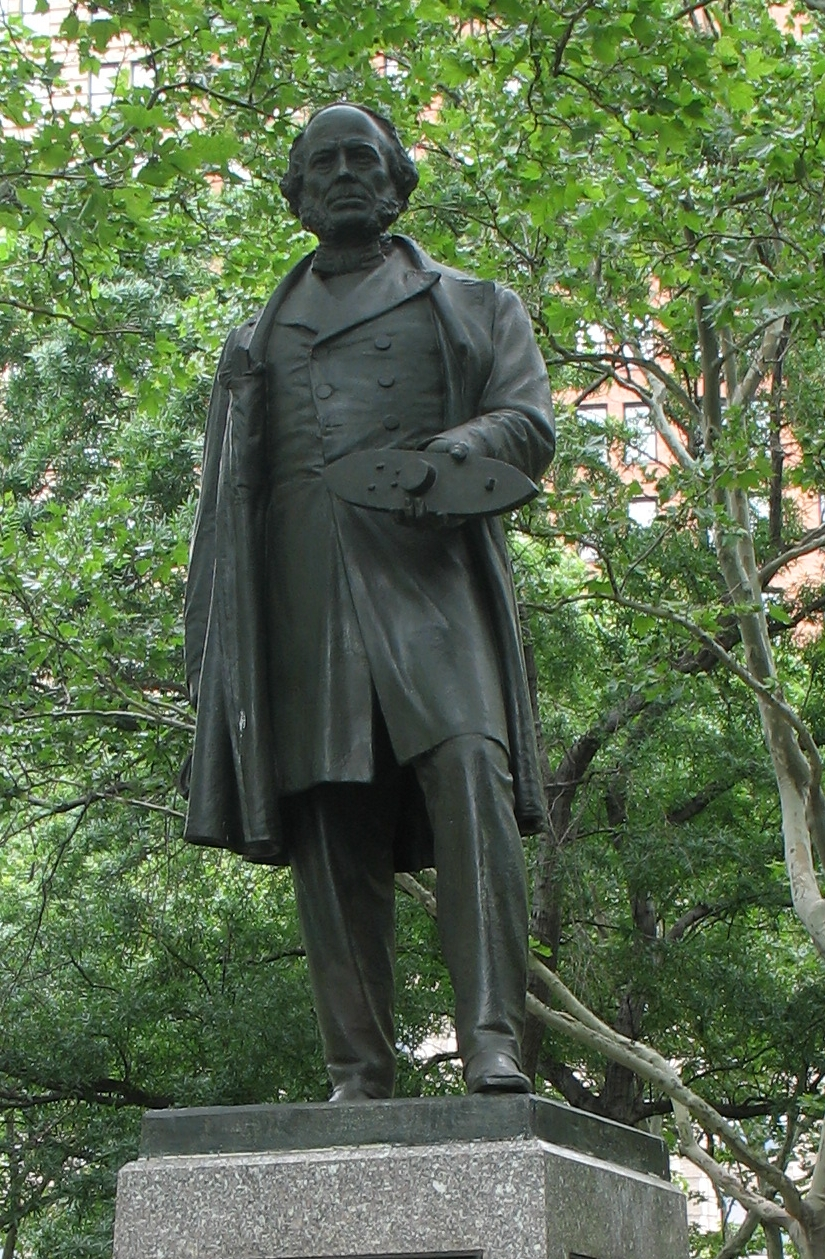
手にUSSモニターの模型を握りしめる、バッテリー・パークのジョン・エリクソンの像

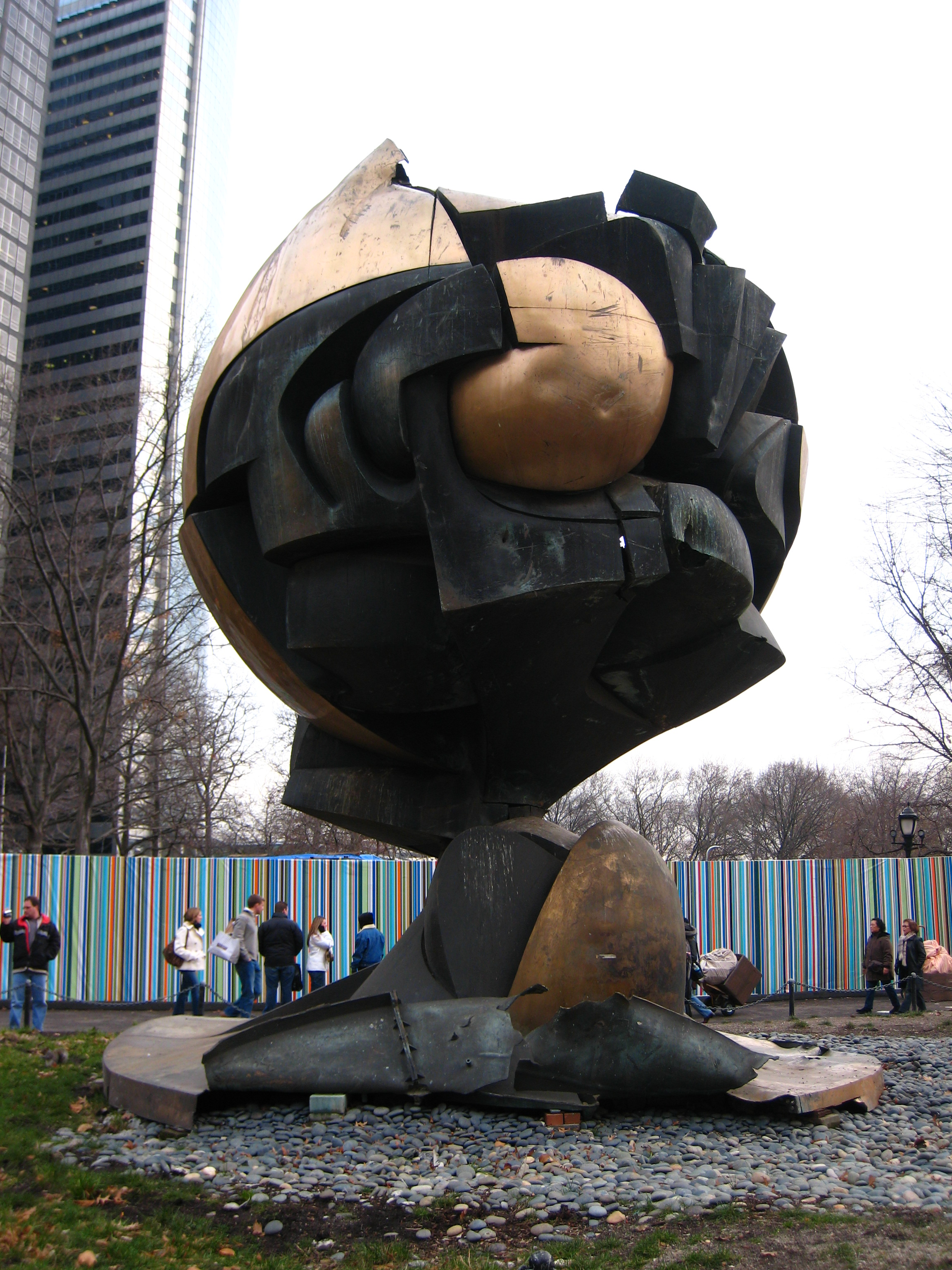
ザ・スフィア

マンハッタン島の南海岸は、長年バッテリーとして知られており、少なくとも17世紀以来、人気のプロムナードだった。この時期、公園は町を保護するために利用された。バッテリーは、アメリカ独立戦争後のアメリカの、最後の英国軍の出発を記念した撤収の日の中心となった。現在の公園は、ダウンタウンが急激に発達し、足を運べるオープンスペースが求められた19世紀に、埋め立てによってつくられた。超高層ビルは、もともとの土地をほとんど占領しており、公園が始まるところで突然姿を消している。以前のハーバー・フロントで、公園の北端でもあるステート・ストリートに面し、唯一の連邦政府のマンション（写真右）が、シュライン・オブ・サント・エリザベス・アン・シートンとして残っている。1820年代まで、町の小さな住宅地は、この家の北側の、ブロードウェイとノース・リバー（現在はハドソン川として知られる）の間にあった。

### キャッスル・ガーデン
公園内には、米英戦争の直前、海岸から離れた小さな島に建てられたアメリカの砦であり、市長・デウィット・クリントンに因んで名付けられたクリントン城がある。バッテリー・パークが建設されたとき、その土地に島は取り囲まれ、公園の一部となった。
アメリカ合衆国国立公園局のデータによれば、クリントン城は最も人気の国立公園となっている。自由の女神像とエリス島へのフェリーが出発する場所でもあるクリントン城は、2009年に408万人の観光客を記録した。
砦は戦争後、市の名物となり、キャッスル・ガーデンに改名された。砦は市によって借りられ、人気のプロムナードとビアガーデンになった。その後、砦はアメリカ合衆国の最初の劇場の1つとなり、国の劇場の中心として、ニューヨーク市の発展に大きく貢献した。
「ニューヨークのクリッパーが荷積みを終えた後、船はイースト川を下り、流行の行楽地、バッテリー・パーク沖に錨をおろすという習慣があった。船は、数時間、乗組員が乗船したり、5トンか10トンの火薬をのせるために停泊していた。クリッパー船が出発するのを見るため、バッテリー・パークに集まった人々は、水夫たちが舟歌を歌うのを聞くのが楽しみだった。これは、モービルやニューオーリンズの黒人荷役が不足したことにより、19世紀初めに始まった。船が成果を上げ、潮だるみの航路の情報を収集するとき、港湾労働者と機関手がホワイトホール・ボートの中へなだれ込む。バッテリー・パークの群衆は、3つに分けた喝采をあげ、旗が沈んで、クリッパー船はホーン岬への航路を進んでいった。」
19世紀、多くのヨーロッパの中流階級の人々が移住するのと同時に、市の上流階級が山の手へと移っていった。移民がバッテリー地区に移住すると、その位置により観客が減り、キャッスル・ガーデンは閉鎖された。その後、建物は、1855年に始まる何百万人もの移民を受け入れ、世界初の移民収容所となった。約40年後、この後継にあたるエリス島がオープンした。この期間の移民の波は、アイルランドのジャガイモ飢饉（アイルランド飢饉とも呼ばれる）や、他のヨーロッパの出来事が原因である。これ以降、取り壊しの危機にあった建物は、1940年代までニューヨーク水族館を収容した。建物は現在、再びもともとの名前によって知られており、アメリカ合衆国国立公園局によって管理されるナショナル・モニュメントである。砦は、リバティ島とエリス島へのフェリーのチケット売り場となっており、ときどき歴史の展示やコンサートが行われる。

### ザ・スフィア
2001年9月11日のアメリカ同時多発テロ事件から5ヶ月後、ワールド・トレード・センターの中心から数ブロック離れた場所にあり、損害は受けたが壊れなかった、フリッツ・ケーニッヒの「ザ・スフィア」が、公園の北部のアイゼンハワー・モールに沿い、再配置された。
ホープ・ガーデン（Hope Garden）は、エイズ患者に捧げられた記念碑である。この灯明により、ガーデンは「ザ・スフィア」が置かれるまでの一時的なテロの記念碑としても利用された。ガーデンは、観光地としての、その壊れやすさと状態により、環境デモに使用された。
北緯40度42分14秒 西経74度00分57秒 / 北緯40.7039度 西経74.0158度

## 公園の地下
バッテリー・パークは、その位置上の重要性により、インフラの整備に大きな役割を果たしている。公園の地下には、次のようなインフラがある。
- ブルックリン＝バッテリー・トンネル - ブルックリンへの車両交通
- バッテリー・パーク・アンダーパス - ウェスト・ストリートからFDRドライブへの車両交通
- 列車の方向転換や2路線間の行き来を可能とするバルーン・ループのあるブロードウェイ/7番街線とレキシントン・アベニュー線
- サウス・フェリー地下鉄コンプレックス（   系統）

### 発掘
2005年12月8日、ニューヨーク市当局は、バッテリー・パークの新しいサウス・フェリー地下鉄駅を建設していた作業員が、200年前の石壁を発見したと発表した。考古学的な分析の後、石壁はマンハッタンで最も古い人工建造物であることが、広く報告された。
「この壁は恐らく、17世紀後半から18世紀にかけて市を守り、公園の名称が生まれるきっかけとなった砲台の一部である」と、ニューヨーク市歴史建造物保存委員会の委員長であるロバート・ティアニーは発言した。壁は、「ニューヨーク市の歴史上、重要な史跡」と評価され、市とニューヨークシティー・トランジット・オーソリティーは、史跡を保存するための事業を計画している。
サウス・フェリー地下鉄駅の発掘により、4つの別々の壁と、250,000点に及ぶ人工物が発見された。壁の一部は、クリントン城内において、一時的に展示された。2009年には、壁の長い部分が、新しく建設された駅の入口の壁に、永久的に埋め込まれた。